# Лижні перегони на зимових Олімпійських іграх 1936
Змагання з лижних перегонів на зимових Олімпійських іграх 1936 тривали з 6 до 16 лютого.
Розіграно 3 комплекти нагород – всі серед чоловіків (18 км, 50 км і естафета 4×10 км). До програми змагань порівняно з Олімпійськими іграми 1932 року в Лейк-Плесіді додали естафету 4×10 км. У змаганнях взяли участь 109 спортсменів із 22 країн. 
В особистих перегонах перевагу мали шведські лижники, що вибороли в них 4 медалі з 6 можливих, зокрема обидві золоті. Але в естафеті шведи посіли лише третє місце, пропустивши вперед представників Фінляндії та Норвегії.

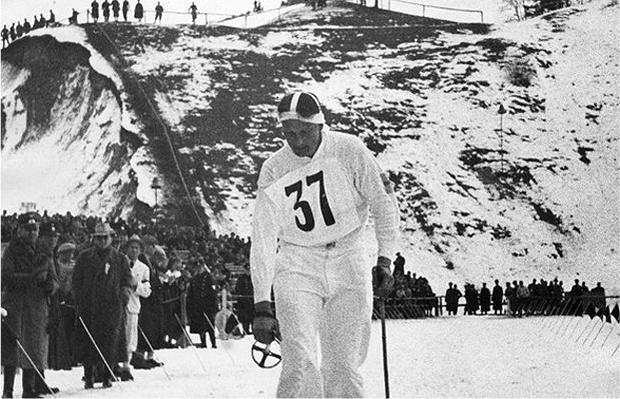
Еліс Віклунд на дистанції 50 км.

## Чемпіони та призери

### Таблиця медалей
| Місце              | Країна             | Золото | Срібло | Бронза | Загалом |
| ------------------ | ------------------ | ------ | ------ | ------ | ------- |
| 1                  | Швеція             | 2      | 1      | 2      | 5       |
| 2                  | Фінляндія          | 1      | 0      | 1      | 2       |
| 3                  | Норвегія           | 0      | 2      | 0      | 2       |
| Загалом (3 збірні) | Загалом (3 збірні) | 3      | 3      | 3      | 9       |

### Види програми
| Дисципліна       | Золото                                                                 | Золото  | Срібло                                                                       | Срібло  | Бронза                                                                  | Бронза  |
| ---------------- | ---------------------------------------------------------------------- | ------- | ---------------------------------------------------------------------------- | ------- | ----------------------------------------------------------------------- | ------- |
| 18 км            | Ерік Ауґуст Ларссон · Швеція                                           | 1:14:38 | Оддб'єрн Гаґен · Норвегія                                                    | 1:15:33 | Пекка Ніємі · Фінляндія                                                 | 1:16:59 |
| 50 км            | Еліс Віклунд · Швеція                                                  | 3:30:11 | Аксель Вікстрем · Швеція                                                     | 3:33:20 | Нільс-Юель Енґлунд · Швеція                                             | 3:34:10 |
| естафета 4×10 км | Фінляндія (FIN) Суло Нурмела Клаес Карппінен Матті Ляхде Калле Ялканен | 2:41:33 | Норвегія (NOR) Оддб'єрн Гаґен Олаф Гоффсбаккен Сверре Бродаль Б'ярне Іверсен | 2:41:39 | Швеція (SWE) Юн Берґер Ерік Ауґуст Ларссон Артур Геґґблад Мартін Матсбу | 2:43:03 |

## Країни-учасниці
У змаганнях з лижних перегонів на Олімпійських іграх у Гарміш-Партенкірхені взяли участь 109 лижників з 22-х країн.
- Австрія (5)
- Болгарія (4)
- Канада (4)
- Чехословаччина (6)
- Естонія (1)
- Фінляндія (7)
- Франція (4)
- Німеччина (10)
- Велика Британія (1)
- Греція (1)
- Італія (7)
- Японія (5)
- Латвія (5)
- Норвегія (7)
- Польща (4)
- Румунія (4)
- Іспанія (4)
- Швеція (9)
- Швейцарія (4)
- Туреччина (4)
- США (6)
- Югославія (6)